# Station Atna
Station Atna is een station in Atna in de gemeente Stor-Elvdal in fylke Innlandet  in  Noorwegen. Het station, gelegen op 350 meter hoogte, werd geopend in 1877. Het huidige stationsgebouw dateert uit 1935 en is een ontwerp van de architecten Gudmund Hoel en Bjarne Friis Baastad. Atna ligt aan  Rørosbanen. 